# Zinvié
Zinvié è un arrondissement del Benin situato nella città di Abomey-Calavi (dipartimento dell'Atlantico) con 16.172 abitanti (dato 2006).
A Zinvie' nel 1972 dietro invito del Vescovo di Cotonou fu fondata una missione dai Padri Camilliani della Provincia Siculo Napoletana, nel 1980 fu fondato L'Hopital La Croix ancora funzionante e gestito da Padri Camilliani beninesi che ebbero la vocazione seguendo l'esempio dei primi missionari.